# Suzana Skoko
Suzana Skoko (Zagreb, 21. lipnja 1971.), hrvatska športska streljačica.
Natjecala se na Olimpijskim igrama 1992. U disciplini zračna puška 10 metara osvojila je 23. mjesto, a u disciplini MK puška 50 metara (3 x 20 hitaca) osvojila je 5. mjesto. Na OI 1996. u istim je disciplinama osvojila 25. odnosno 12. mjesto.
Na svjetskim prvenstvima je osvojila srebrnu (1997.) i brončanu medalju (1993.) u samostrelu. Na europskim prvenstvima osvajala je zlatnu (1994.), tri srebrene (dvije 1993. i 2001.) i brončanu medalju (1993.).
Na Mediteranskim igrama 1991. kao reprezentativka Jugoslavije osvojila je zlatnu medalju u zračnoj pušci na 10 metara. U disciplini MK puška 50 metara (3 x 20 hitaca) je na Mediteranskim igrama 1993. osvojila srebrnu, a na MI 1997. zlatnu medalju.
Bila je članica Končara Zagreba 1786.
Njezina sestra Mirela također je bila državna reprezentativka i olimpijka.